# Habrotrocha roeperi
Habrotrocha roeperi är en hjuldjursart som först beskrevs av Colin Milne 1889.  Habrotrocha roeperi ingår i släktet Habrotrocha och familjen Habrotrochidae. Arten är reproducerande i Sverige. Inga underarter finns listade i Catalogue of Life.